# رفيق الحمدي
رفيق الحمدي (بالفرنسية: Rafik El Hamdi)‏ مواليد 3 يناير 1994 في بورميراند، هولندا، هو لاعب كرة قدم مغربي يلعب مع نادي فولندام كلاعب وسط.

## المسيرة الاحترافية

### أندية لعب لها
- نادي فولندام

## روابط خارجية
- رفيق الحمدي على موقع قاعدة بيانات كرة القدم.إي يو (الإنجليزية)
- رفيق الحمدي على موقع Soccerway.com (الإنجليزية)